# Charlotte Zu der Luth
Charlotte Zu der Luth, geborene Lusk (* 2. Februar 1894 in Korneuburg; † 9. Mai 1972 in Wien-Alsergrund) war eine österreichische Rezitatorin.

## Leben
Hermine Rosa Charlotte Lusk besuchte die Volks- und Hauptschule im Kloster der Ursulinerinnen in Wien und die Sprachschule Römer in Wien. 1914 erlangte sie nach der mit Auszeichnung abgelegten Staatsprüfung für Französische Sprache die Lehrbefugnis. Während des folgenden Ersten Weltkriegs engagierte sich Charlotte Zu der Luth auf dem Gebiet der Kriegshilfe, wofür sie mit dem Goldenen Verdienstkreuz mit Krone am rot-weißen Bande mit Schwertern ausgezeichnet wurde. Von 1920 bis 1922 arbeitete Luth als Journalistin bei der österreichischen Presse. Anschließend begann sie an der Universität Wien bei Drach, Geissler und Rutz das Studium der Sprecherziehung und Rhetorik, das sie im Wintersemester 1941/42 mit sehr gutem Erfolg abschloss. Im Folgejahr 1943 wurde sie Lehrkraft für deutsche Sprechkunde am Konservatorium für Musik und dramatische Kunst in Wien. Zu dieser Zeit war sie aktives Mitglied der Reichstheaterkammer, und nach dem Zweiten Weltkrieg trat sie dem Österreichischen Gewerkschaftsbund, Sektion Bühnenangehörige, bei. Im Juli 1944 wurde sie zur Lektorin für deutsche Sprachkunde und Rhetorik an der Universität Wien ernannt. Nach Kriegsende legte sie im Oktober 1950 die Berufsreifeprüfung für das Studium der Germanistik und Philosophie sowie 1951 eine Ergänzungsprüfung für das Studium der Zeitungswissenschaft ab. Zum Wintersemester 1951/52 schrieb sie sich an der Universität Wien für das Studium der Zeitungswissenschaften und deutscher Philologie ein. Am 2. Juli 1953 promovierte sie an der Universität Wien zum Dr. phil. Sie engagierte sich in der Wiener Sprachgesellschaft, im Verein Muttersprache und in der Österreichischen Goethe-Gesellschaft. Sie war Autorin des Eckartboten, der Monatszeitschrift der rechtsextremen Österreichischen Landsmannschaft.
Charlotte Zu der Luth war seit 1918 mit dem späteren Generalmajor der Wehrmacht Rudolf Zu der Luth (1880–1961) verheiratet.